# Pachnobia distincta
Pachnobia distincta là một loài bướm đêm trong họ Noctuidae.